# Écotay-l’Olme
Écotay-l’Olme település Franciaországban, Loire megyében. Lakosainak száma 1299 fő (2022. január 1.). Écotay-l’Olme Verrières-en-Forez, Bard, Lézigneux és Montbrison községekkel határos.

## Népesség
A település népességének változása:
| Lakosok száma | 339  | 853  | 1001 | 1115 | 1224 | 1234 | 1212 | 1224 | 1230 | 1299 |
|               | 1968 | 1982 | 1990 | 2006 | 2013 | 2015 | 2017 | 2019 | 2020 | 2022 |